# Papat renaixentista

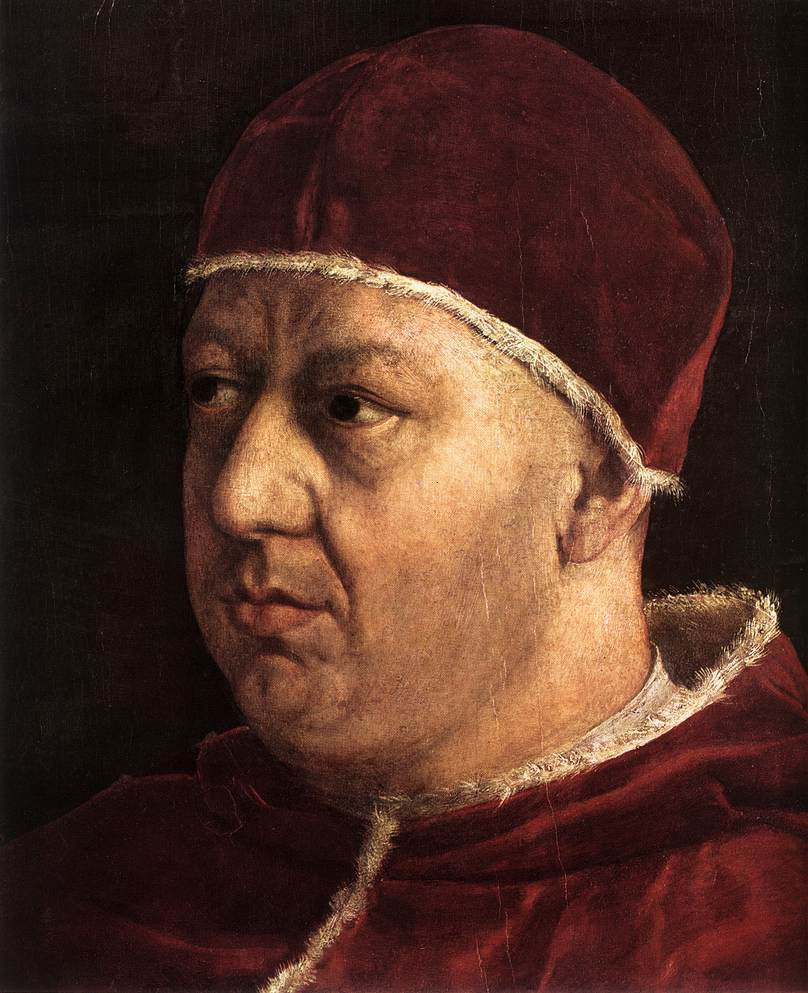
El Papa Lleó X, la quintessència del papa del Renaixement

El Papat renaixentista va ser un període de la història papal entre el Cisma d'Occident i la Reforma protestant. Des de l'elecció del papa Martí V pel Concili de Constança el 1417 fins a la reforma del segle xvi, el cristianisme occidental va estar en gran part lliure de cisma i d'importants demandants papals en disputa. Hi havia moltes divisions importants sobre l'orientació de la religió, però aquestes es van resoldre mitjançant els procediments llavors resoltes del conclave papal.
Els papes d'aquest període eren un reflex del Col·legi de Cardenals que els elegien. El Col·legi estava dominat pels cardenals nebots (parents dels papes que els van elevaven al Sacre Col·legi), cardenals de la corona (representants de les monarquies catòliques d'Europa) i membres de les poderoses famílies italianes. Van haver dos papes de la casa de Borja, dos de la casa della Rovere i dos més de la casa de Mèdici durant aquest període. Els rics papes i cardenals van patrocinar cada cop més l'art i l'arquitectura renaixentista, (re) construint les fites de Roma des de la base.
Els Estats Pontificis van començar a semblar-se a un estat nació modern durant aquest període i el papat va tenir un paper cada vegada més actiu en les guerres i la diplomàcia europees. Els papes eren més freqüentment cridats per arbitrar les disputes entre potències colonials en competència que no pas per resoldre complicades disputes teològiques. En la mesura que aquest període és rellevant per al dogma catòlic modern, es troba en l'àrea de la supremacia papal. Cap d'aquests papes ha estat canonitzat com a sant, ni tan sols considerat com a beat o venerable.

## Papes
El període comprèn des del final del Cisma d'Occident el 1417 fins al Concili de Trento (1534-1563), i és una aproximació aproximada que utilitzen els estudiosos per datar el Papat renaixentista i separar-lo de l'era de la Contrareforma.

## Història
El 1420 el papat va tornar a Roma sota el Papa Martí V. En general, els papes renaixentistes que el succeïren van prioritzar els interessos temporals dels Estats Pontificis en la política italiana. A més de ser el cap de la Santa Església Romana, el Papa es va convertir en un dels governants laics més poderosos d'Itàlia, signant tractats amb altres sobirans i combatent-los a les guerres. Tanmateix, a la pràctica, gran part del territori dels Estats Pontificis només era controlat nominalment pel Papa, i en realitat era governat per prínceps menors. Sovint es disputava el control; de fet, no va ser fins al segle xvi que el Papa va tenir un control genuí sobre qualsevol dels seus territoris.
Durant aquest període, nombrosos papes van utilitzar les finances i els exèrcits papals per aplicar i ampliar les reclamacions territorials i patrimonials del papat com a institució, com ara el papa Juli II i la Lliga de Cambrai; el papa Climent VII i la Guerra de la Lliga de Cognac. Abans del Cisma d'Occident, el papat va derivar gran part dels seus ingressos amb «l'exercici vigorós del seu ofici espiritual»; tanmateix, durant el Renaixement, els papes depenien en gran manera dels ingressos financers dels mateixos Estats Pontificis. Per intentar augmentar el territori dels Estats Pontificis, el papa Juli II es va convertir en "el papa guerrer" per les seves campanyes militars. Va continuar la consolidació del poder als Estats Pontificis i va continuar el procés de reconstrucció de Roma físicament. El seu projecte arquitectònic més destacat va ser la reconstrucció de la basílica de Sant Pere.
Alguns papes renaixentistes utilitzaven les finances i els exèrcits papals per enriquir-se a ells mateixos i a les seves famílies; per exemple, el papa Alexandre VI va utilitzar el poder del mecenatge papal per finançar les guerres del seu fill Cèsar Borgia per tot Itàlia. Així mateix, el papa Lleó X va armar exèrcits papals en la llarga guerra d'Urbino, un esforç per assegurar el control sobre aquesta ciutat del nebot del papa, Llorenç II de Mèdici. La Guerra d'Urbino va contribuir, en gran part, a conduir el papat a un deute profund.
Amb ambicioses agendes temporals que van des de campanyes militars fins a les arts, els papes renaixentistes van ampliar l'abast de les seves fonts d'ingressos. Cèlebrement, el papa Lleó X va ampliar la venda d'indulgències i càrrecs burocràtics i eclesiàstics per finançar la reconstrucció de la basílica de Sant Pere. La controvèrsia sobre aquestes pràctiques va assolir el seu punt àlgid el 1517, quan Martí Luter va iniciar la Reforma protestant i va acabar dividint la cristiandat occidental en moltes denominacions.
Els papes d'aquest període governaven com a monarques absoluts, però a diferència dels seus companys europeus, no eren governants hereditaris, de manera que una pluralitat d'ells van promoure els seus interessos familiars a través del nepotisme. (La paraula nepotisme es referia originalment a la pràctica dels papes de crear cardenals nebotsSegons Duffy, "el resultat inevitable de tot això va ser la creació d'una classe cardenalícia benestant, amb fortes connexions dinàstiques"." Per exemple, el 1517, el papa Lleó X va convertir el seu nebot cardenal Giulio de Medici vicecanceller de la Santa Església Romana (segon comandant); i, finalment, després de la mort del primer el 1521, el 1523 el darrer es convertí en el papa Climent VII.
Segons Eamon Duffy, «el papat renaixentista invoca imatges d'un espectacle de Hol·lywood, d'absoluta decadència i arrossegament. Els contemporanis van veure la Roma del Renaixement com ara veiem el Washington de Nixon, una ciutat de putes cares i d'empelt polític, on tot i tothom tenia un preu, on no es podia confiar en res i ni ningú. Els mateixos papes semblaven posar el to». Exemple de l'època i el lloc, es diu que el papa Lleó X va afirmar cèlebrement: «Com que Déu ens ha donat el Papat, gaudim-ne.» Diversos dels papes renaixentistes van tenir amants, van engendrar fills, es dedicaren a la intriga i fins i tot assassinat. Per exemple, Alexandre VI va tenir quatre fills reconeguts, entre els quals el famós assassí Cèsar Borgia. No tots els comentaristes històrics tenen una visió tan tristíssima del papat renaixentista, tot i que, destacant que les «faltes (en gran manera exagerades) d'alguns dels pontífexs d'aquesta època han fet que molta gent considerés tots els "papes renaixentistes" com a corruptes i mundans quan de fet, entre les seves files hi havia homes que eren personalment rectes, modestos i virtuosos.» L'autor continua citant a Climent VII com «un home molt dret, devot, gens licenciós, luxuriós o cruel com molts dels seus companys "papes renaixentistes" se solen considerar»; així mateix, elogia la "santedat i integritat moral d'Adrià VI".
El papat renaixentista va començar a declinar quan la Reforma Protestant va dividir el cristianisme occidental en denominacions, i a mesura que els estats nació (per exemple, França, Anglaterra) van començar a afirmar diferents graus de control sobre l'Església als seus territoris. També hi van contribuir altres factors; per exemple, a principis dels anys 1520, després d'anys de despesa immoderada, la Santa Església romana estava a punt de la fallida; el 1527, els exèrcits del sacre emperador romà Carles V van saquejar Roma, fent que la població de la ciutat disminuís de 55.000 a 10.000 en un sol any; i el 1533, Enric VIII d'Anglaterra es va separar de l'Església catòlica per poder casar-se amb Anna Bolena, iniciant la Reforma anglesa. De forma acumulada, aquests fets van canviar la complexió de l'Església, allunyant-la dels valors humanístics exemplificats per papes com Lleó X i Climent VII, cap a l'ortodòxia religiosa que es convertiria en sinònim de la Contrareforma i la Inquisició romana. Després del Concili de Trento, el 1545, l'Humanisme animat pel papat renaixentista va ser considerat com contrari als ensenyaments de l'Església.

## Art i arquitectura
Com que els papes havien estat a Avinyó o dividits pel cisma des del 1309, Roma es va mantenir subdesenvolupada arquitectònicament tant des d'una perspectiva utilitària com artística. Segons Duffy «Roma no tenia indústries excepte el pelegrinatge, cap funció excepte com a capital del papa». El mecenatge de les arts i l'arquitectura era una qüestió de política papal - per augmentar el prestigi de la institució en general - i les preferències personals dels papes individuals. El papa Lleó X és molt conegut pel seu mecenatge a Rafael, les pintures del qual van tenir un gran paper en la redecoració del Vaticà. El papa Sixt IV va iniciar un impuls important per redissenyar i reconstruir Roma, eixamplant els carrers i destruint les ruïnes enrunades, encarregant la capella Sixtina i convocant a molts artistes d'altres estats de la ciutat italians. El papa Nicolau V va fundar la Biblioteca Vaticana.

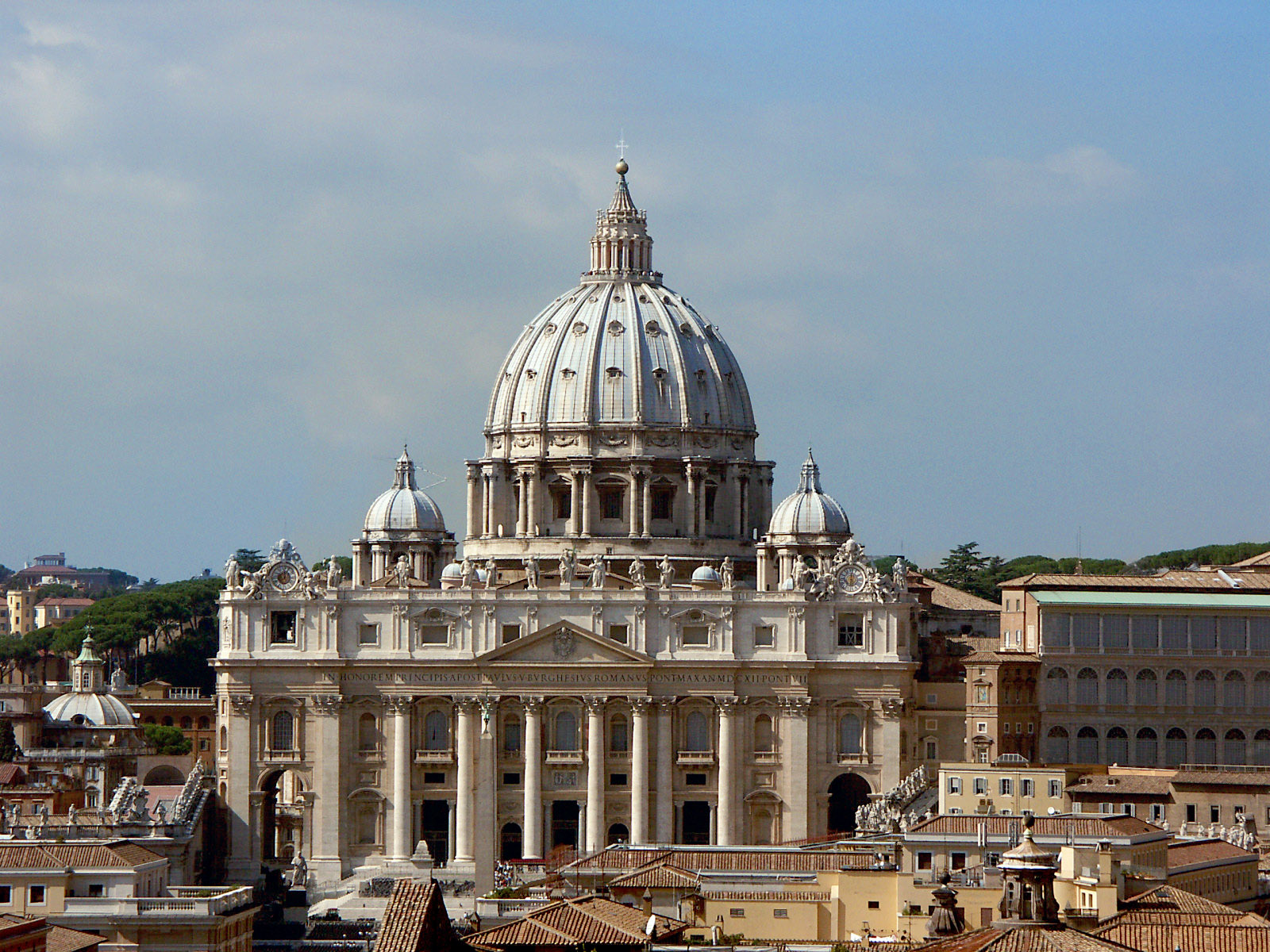
La reconstrucció de la basílica de Sant Pere es va iniciar el 1506
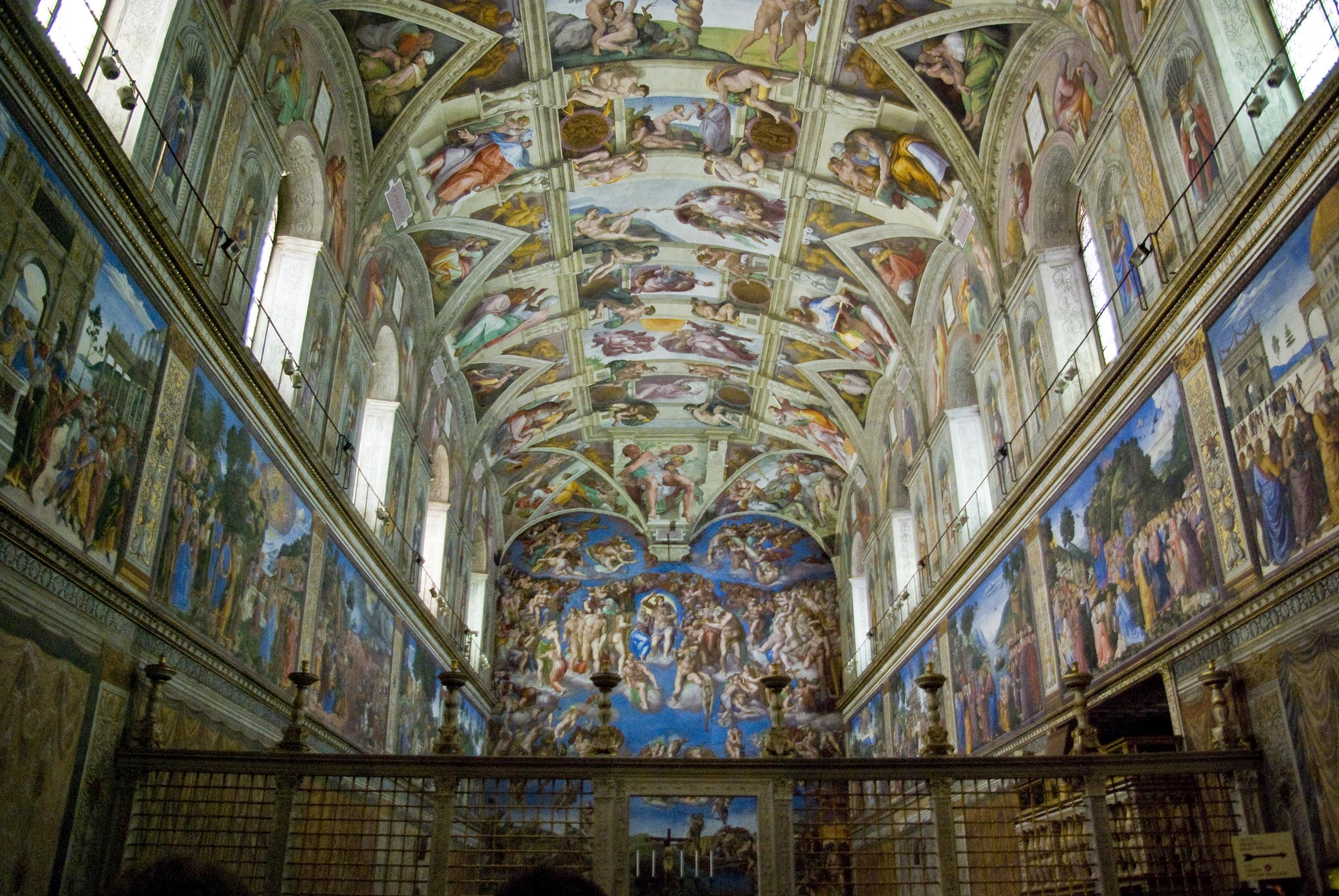
La capella Sixtina va ser pintada entre 1481 i 1512
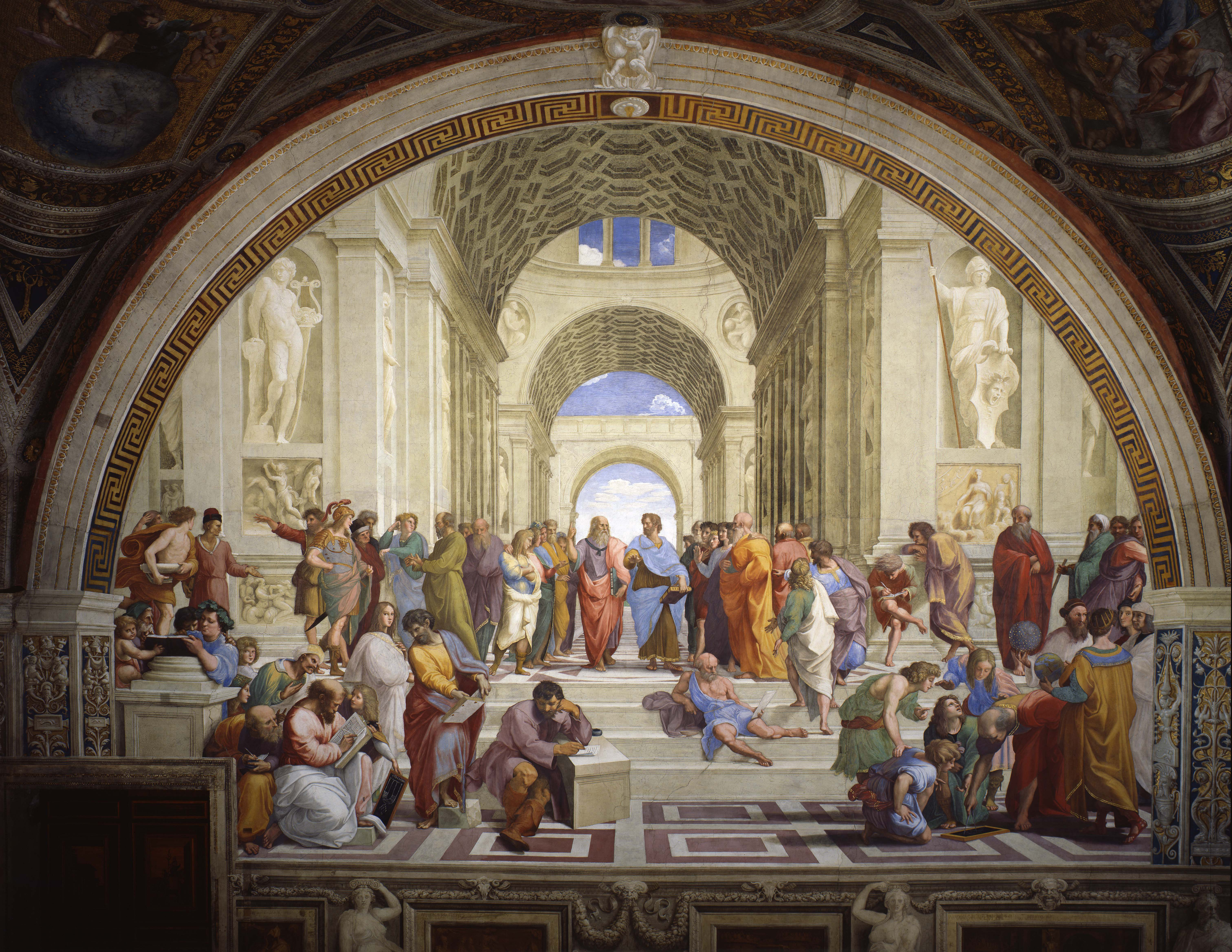
L'Escola d'Atenes (1509-1511) de les estances de Rafael
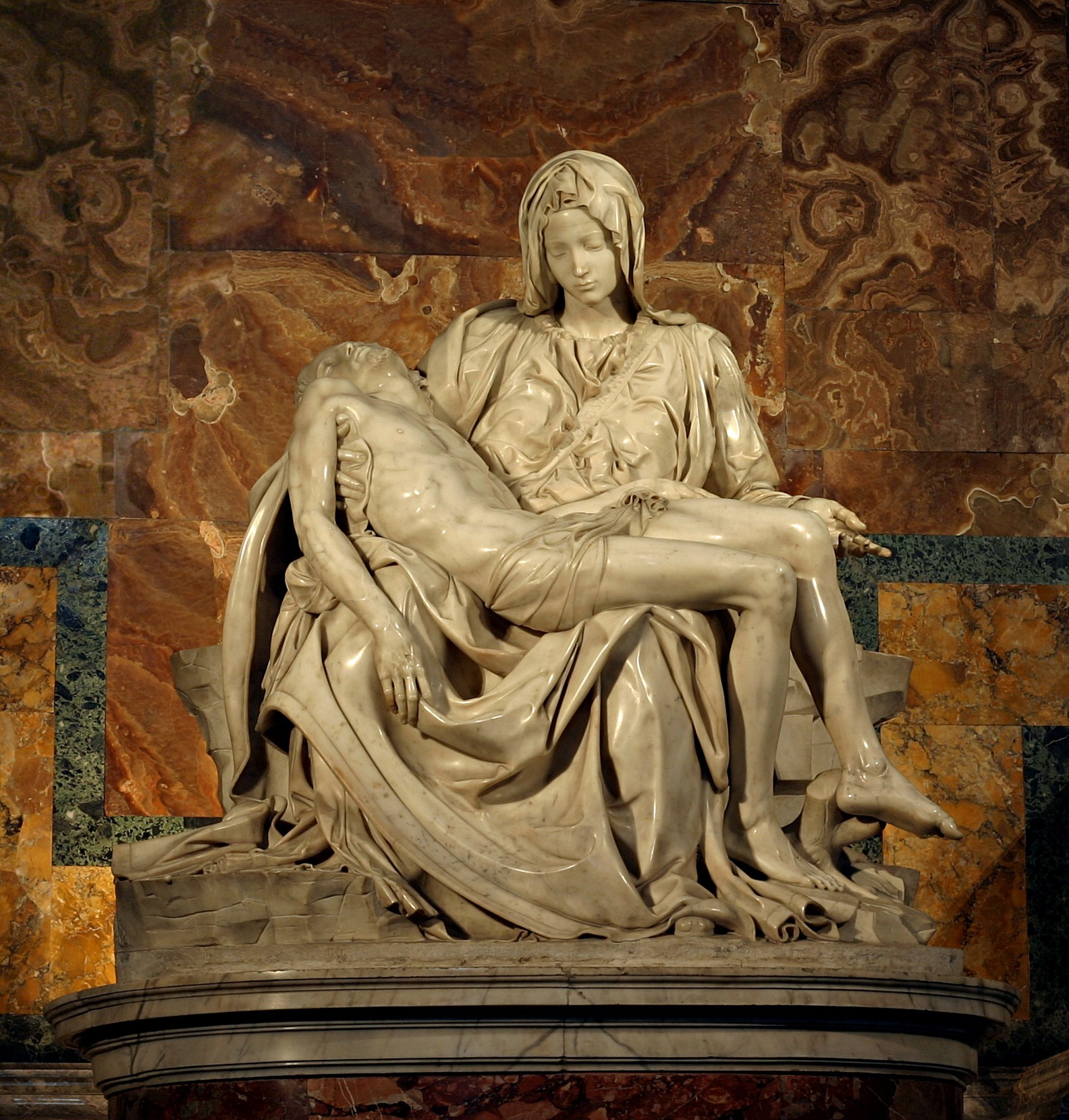
La Pietat (Miquel Àngel) finalitzada el 1499
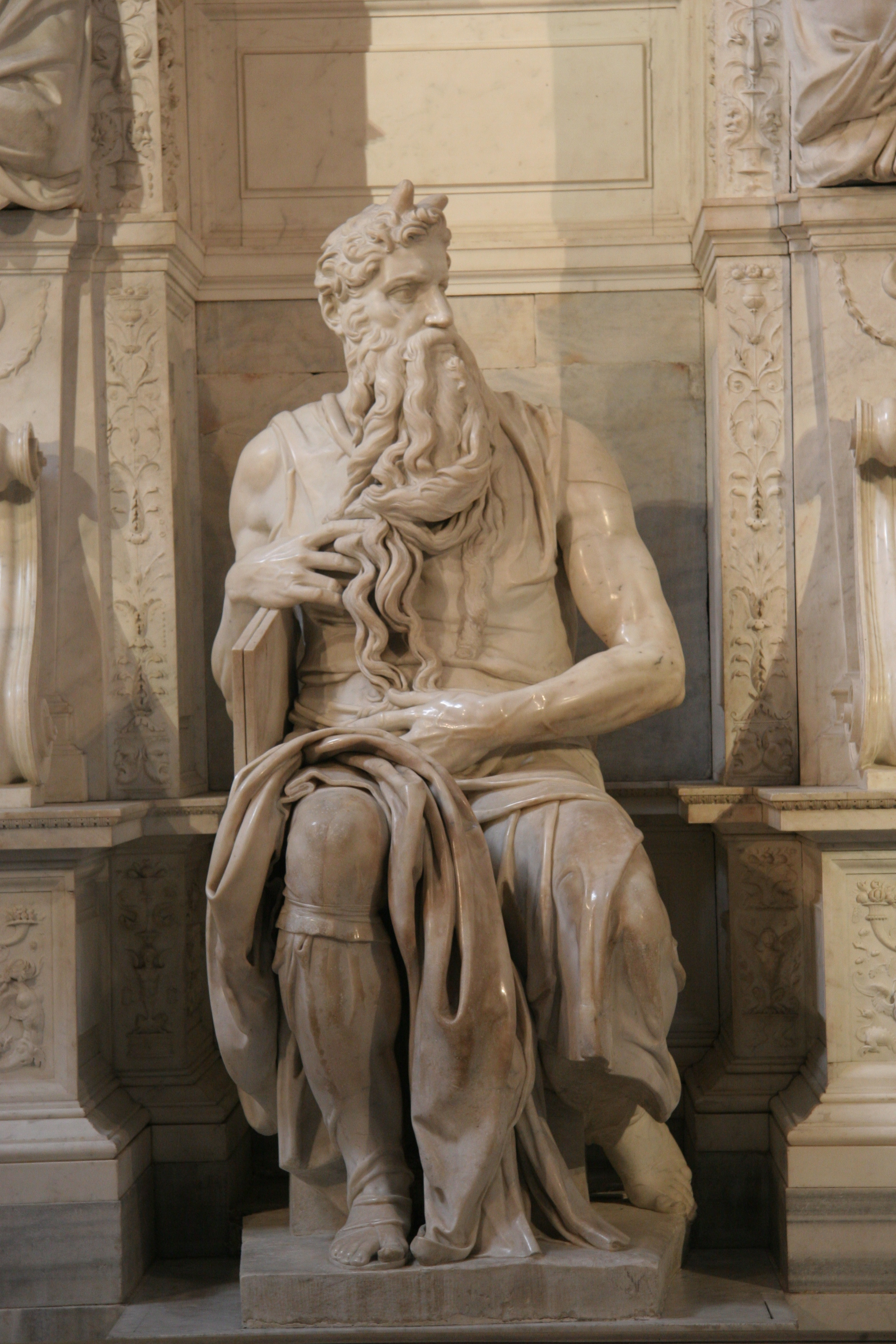
Juli II va encarregar el Moisès a Miquel Àngel per a la seva tomba (1513-1515)
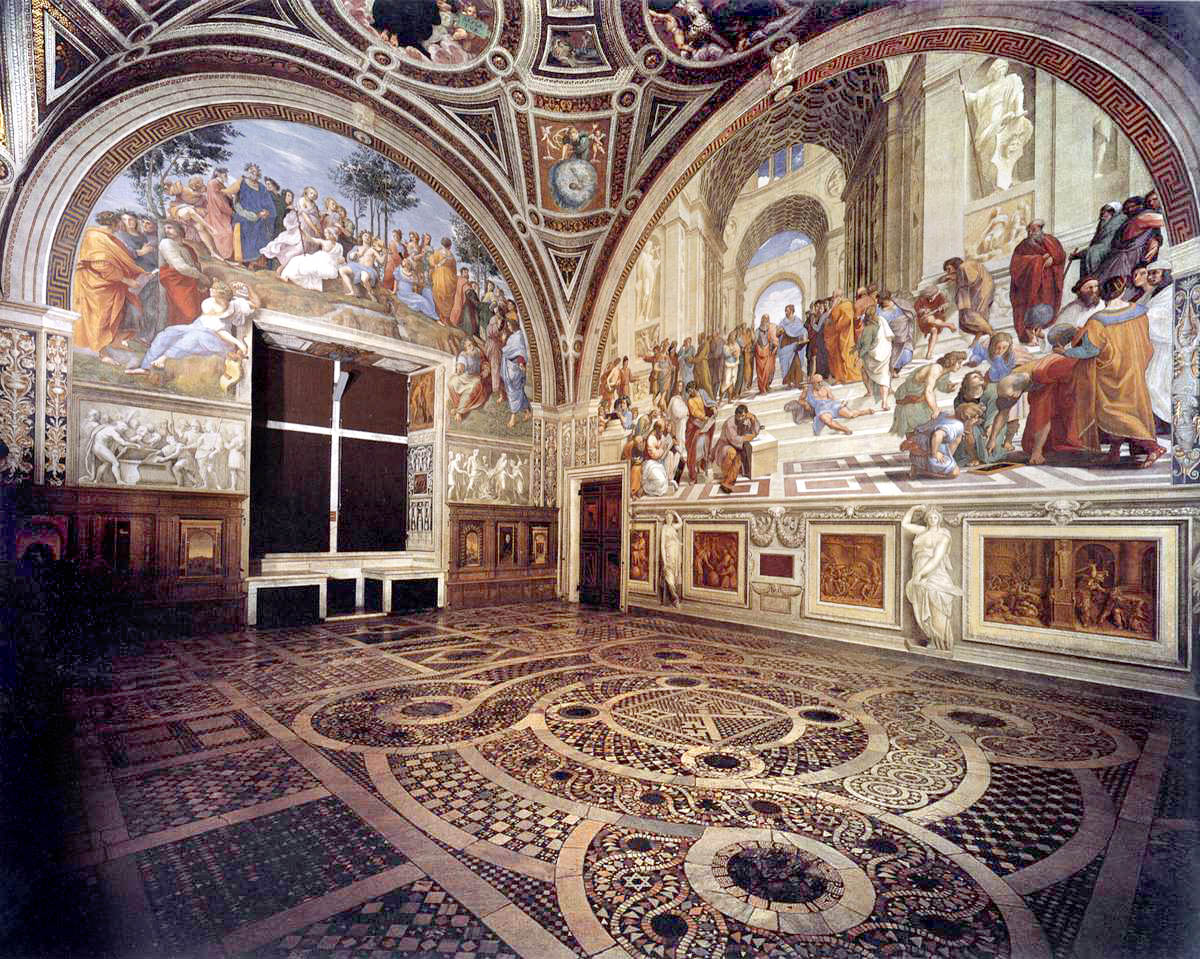
L'Estança de la Signatura de Rafael, una cambra d'apartaments per al papa Juli II

## Teologia

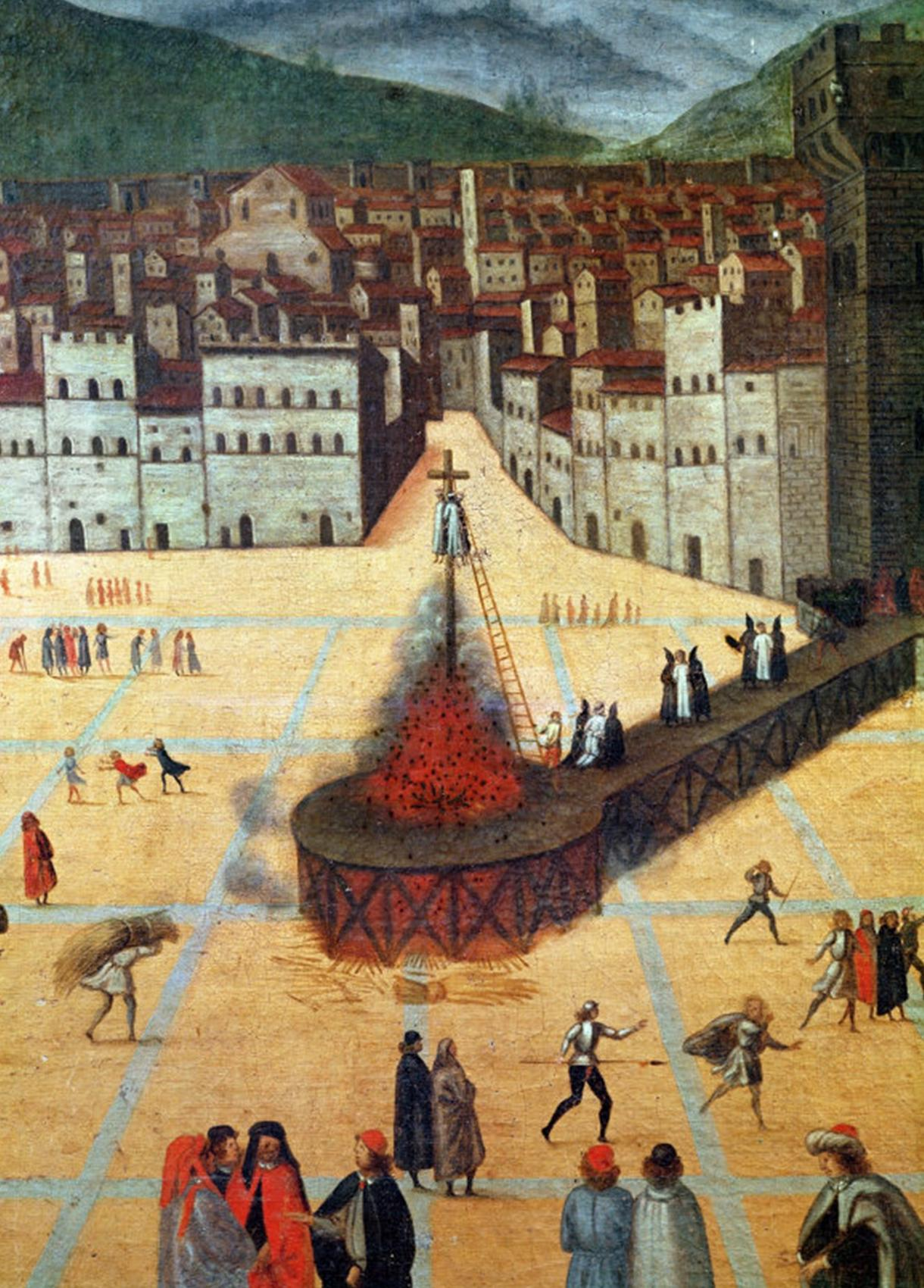
L' execució de Savonarola

La "maquinària inquisitorial" per tractar l'heretgia es va mantenir en gran part des del segle xiii. Els dos moviments principals, sense èxit, suprimits durant aquest període van ser els lolards de John Wycliffe i els hussites de Jan Hus. Les veus crítiques a la globalitat del papat, com Savonarola a Florència, van ser excomunicades. Crítics com Desiderius Erasmus, que es va mantenir compromès amb la reforma en lloc del cisma, van ser tractats més favorablement. Es va fer la revifalla de la literatura grega durant aquest període, i el platonisme tornà a estar de moda als cercles intel·lectuals catòlics.
Aquest va ser un període de decadència de la religiositat entre els papes. Tot i que Adrià VI deia missa cada dia durant l'any en què fou papa, no hi ha proves que els seus dos predecessors, Juli II i Lleó X, celebressin la missa en absolut.
Les reformes del Concili de Constança van ser poc ambicioses i sense aplicar-se. El conciliarisme —un moviment per afirmar l'autoritat dels concilis ecumènics per damunt dels papes— també fou derrotat; La supremacia papal es va mantenir i reforçar a costa del prestigi moral del papat. El paper del Col·legi dels Cardenals en la presa de polítiques teològiques i temporals també va disminuir durant aquest període. Segons Duffy, «el lloc on els cardenals eren suprems era al Conclave».
Els abusos percebuts en aquest període, com ara la venda d'indulgències, es van acumular a diferències teològiques preexistents i a les peticions de reforma, que van culminar amb la Reforma protestant. Lleó X i Adrià VI "no van assolir la gravetat" del suport de Martí Luther a Alemanya, i la seva resposta a l'augment del protestantisme va ser ineficaç.